# فهرست پرچم‌های عربی

پرچم نقشه جهان عرب.

در زیر فهرستی از پرچم‌های عربی از جهان عرب وجود دارد.
در پرچم‌های عربی معمولاً رنگ سبز که نمادی از اسلام و همین‌طور نشانه خلوص، باروری و صلح است دیده می‌شود.
رنگ‌های رایج در پرچم‌های عربی قرمز، سیاه، سفید و سبز است؛ و به‌طور معمول دارای چندضلعی ستاره‌ای، هلال (نشانه) و شهادتین می‌باشد.

## پرچم‌های ملی عربی
| پرچم | مدت           | کاربرد                 | شرح                                                                                                 |
| ---- | ------------- | ---------------------- | --------------------------------------------------------------------------------------------------- |
|      | ۱۹۶۲ تاکنون   | پرچم الجزایر           | |
|      | ۲۰۰۲ تاکنون   | پرچم بحرین             | |
|      | ۲۰۰۲ تاکنون   | پرچم کومور             | |
|      | ۱۹۷۷ تاکنون   | پرچم جیبوتی            | |
|      | ۱۹۸۴ تاکنون   | پرچم مصر               | سه نوار افقی قرمز سفید مشکی و نشان ملی مصر طلایی که در نوار سفید قرار دارد.                         |
|      | ۲۰۰۸ تاکنون   | پرچم عراق              | سه نوار افقی قرمز سفید مشکی و تکبیر سبز که در نوار سفید قرار دارد.                                  |
|      | ۱۹۲۸ تاکنون   | پرچم اردن              | |
|      | ۱۹۶۱ تاکنون   | پرچم کویت              | |
|      | ۱۹۴۳ تاکنون   | پرچم لبنان             | سه نوار افقی قرمز سفید قرمز و سدر لبنانی سبز در مرکز                                                |
|      | ۲۰۱۱ تاکنون   | پرچم لیبی              | |
|      | ۲۰۱۷ تاکنون   | پرچم موریتانی          | |
|      | ۱۹۵۶ تاکنون   | پرچم مراکش             | ستاره داوود در مرکز پرچم                                                                            |
|      | ۱۹۷۰ تاکنون   | پرچم عمان              | |
|      | ۱۹۸۸ تاکنون   | پرچم دولت فلسطین       | |
|      | ۱۹۷۱ تاکنون   | پرچم قطر               | |
|      | ۱۹۷۳ تاکنون   | پرچم عربستان سعودی     | زمینه سبز و شهادتین بر روی آن.                                                                      |
|      | ۱۹۶۰ تاکنون   | پرچم سومالی            | زمینه آبی کمرنگ با یک ستاره پنج‌پر سفید و بزرگ در مرکز                                               |
|      | ۱۹۷۰ تاکنون   | پرچم سودان             | سه نوار افقی قرمز سفید مشکی و یک مثلث سبز در سمت برافراشتن                                          |
|      | ۲۰۲۴ - تا حال | پرچم سوریه             | سه نوار افقی سبز، سفید و سیاه و سه ستاره پنج پر قرمز که در خط افقی در مرکز نوار سفید قرار گرفته‌اند. |
|      | ۱۸۳۱ تاکنون   | پرچم تونس              | |
|      | ۱۹۷۱ تاکنون   | پرچم امارات متحده عربی | سه نوار افقی سبز سفید مشکی و یک نوار عمودی قرمز در سمت برافراشتن                                    |
|      | ۱۹۹۰ تاکنون   | پرچم یمن               | سه نوار افقی قرمز سفید مشکی                                                                         |

## پرچم‌های ملی عربی در قدیم
| پرچم | مدت                   | کاربرد                                      | شرح                                                                                             |
| ---- | --------------------- | ------------------------------------------- | ----------------------------------------------------------------------------------------------- |
|      | ۱۹۵۸                  | پرچم فدراسیون عربی                          |                                                                                                 |
|      | ۱۹۱۷–۱۹۲۰             | پرچم انقلاب بزرگ عربی                       |                                                                                                 |
|      | ۱۹۴۲–۱۹۷۷             | پرچم اتحاد جماهیر عربی                      |                                                                                                 |
|      | ۱۹۵۸–۱۹۷۲ و ۱۹۸۰–۲۰۲۴ | پرچم جمهوری متحد عربی و سوریه بعثی          |                                                                                                 |
|      | ۱۹۷۲–۲۰۰۲             | پرچم دولت بحرین                             |                                                                                                 |
|      | ۱۹۶۳–۱۹۷۵             | پرچم کومور                                  |                                                                                                 |
|      | ۱۹۷۵–۱۹۷۸             | پرچم کومور                                  |                                                                                                 |
|      | ۱۹۷۸–۱۹۹۲             | پرچم جمهوری فدرال اسلامی کومور              |                                                                                                 |
|      | ۱۹۹۲–۱۹۹۶             | پرچم جمهوری فدرال اسلامی کومور              |                                                                                                 |
|      | ۱۹۹۶–۲۰۰۱             | پرچم جمهوری فدرال اسلامی کومور              |                                                                                                 |
|      | ۱۹۲۲–۱۹۵۸             | پرچم پادشاهی مصر                            |                                                                                                 |
|      | ۱۹۲۴–۱۹۵۹             | پرچم پادشاهی عراق                           |                                                                                                 |
|      | ۱۹۵۹–۱۹۶۳             | پرچم عراق                                   |                                                                                                 |
|      | ۱۹۶۳–۱۹۹۱             | پرچم عراق                                   |                                                                                                 |
|      | ۱۹۹۱–۲۰۰۴             | پرچم عراق                                   |                                                                                                 |
|      | ۲۰۰۴–۲۰۰۸             | پرچم عراق                                   |                                                                                                 |
|      | ۱۹۶۹–۱۹۷۲             | پرچم جمهوری عربی لیبی                       |                                                                                                 |
|      | ۱۹۷۷–۲۰۱۱             | پرچم جماهیری عربی خلق سوسیالیستی عظمای لیبی |                                                                                                 |
|      | ۱۹۵۹–۲۰۱۷             | پرچم موریتانی                               |                                                                                                 |
|      | ۱۹۳۲–۱۹۳۴             | پرچم عربستان سعودی                          |                                                                                                 |
|      | ۱۹۳۴–۱۹۳۸             | پرچم عربستان سعودی                          |                                                                                                 |
|      | ۱۹۳۸–۱۹۷۳             | پرچم عربستان سعودی                          |                                                                                                 |
|      | ۱۹۵۶–۱۹۷۰             | پرچم سودان                                  | سه نوار افقی: آبی نشان‌دهنده نیل و زرد نشان‌دهنده صحرای بزرگ آفریقا و سبز نشان‌دهنده مزارع و مراتع |
|      | ۱۹۲۰                  | پرچم پادشاهی عربی سوریه                     |                                                                                                 |
|      | ۱۹۳۲–۱۹۶۱             | پرچم جمهوری سوریه (۱۹۳۰–۱۹۵۸)               |                                                                                                 |
|      | ۱۹۶۳–۱۹۷۲             | پرچم سوریه                                  |                                                                                                 |
|      | ۱۹۱۸–۱۹۲۳             | پرچم پادشاهی متوکلی یمن                     |                                                                                                 |
|      | ۱۹۲۳–۱۹۲۷             | پرچم پادشاهی متوکلی یمن                     |                                                                                                 |
|      | ۱۹۲۷–۱۹۶۲             | پرچم پادشاهی متوکلی یمن                     |                                                                                                 |
|      | ۱۹۶۲–۱۹۹۰             | پرچم جمهوری عربی یمن                        |                                                                                                 |
|      | ۱۳۷۹–۱۹۶۷             | پرچم کثیری                                  |                                                                                                 |
|      | ۱۹۶۷–۱۹۹۰             | پرچم یمن جنوبی                              |                                                                                                 |
|      | ۱۸۵۶–۱۸۹۶             | پرچم سلطنت زنگبار                           |                                                                                                 |
|      | ۱۹۶۳–۱۹۶۴             | پرچم سلطنت زنگبار                           |                                                                                                 |

## پرچم سازمان‌های عربی
| پرچم | مدت | کاربرد                                  | شرح |
| ---- | --- | --------------------------------------- | --- |
|      |     | پرچم اتحادیه کشورهای عرب                |     |
|      |     | پرچم سازمان همکاری اسلامی               |     |
|      |     | پرچم شورای همکاری کشورهای عرب خلیج فارس |     |

## مناطق تجزیه‌شده از دولت عربی (اپوزیسیون)
| پرچم | مدت                              | کاربرد                                              | شرح |
| ---- | -------------------------------- | --------------------------------------------------- | --- |
|      | ۱۹۶۴ تاکنون                      | پرچم سازمان آزادی‌بخش فلسطین و حکومت خودگردان فلسطین | |
|      | ۱۹۷۶ تاکنون                      | پرچم جمهوری دموکراتیک عربی صحرا                     | |
|      | ۱۹۹۶ تاکنون                      | پرچم سومالی‌لند                                      | |
|      | ۱۹۳۲–۱۹۵۸، ۱۹۶۱–۱۹۶۳، ۲۰۱۲ - حال | پرچم اپوزیسیون سوری                                 | این پرچم در ابتدا برای جمهوری عربی سوریه استفاده می‌شد، اما سپس (کمی متفاوت) به عنوان پرچمی برای مخالفان سوری استفاده شد. |